# Durban International Airport

i7
i11
i13
Der Durban International Airport (früher Louis Botha Airport) war der internationale Flughafen südlich der Millionenstadt Durban, Provinz KwaZulu-Natal, in der Republik Südafrika. Der militärische Teil des Flughafens wird als Air Force Base Durban bezeichnet.

## Geschichte
Die Eröffnung erfolgte 1955. Für den zivilen Verkehr wurde er am 1. Mai 2010 durch den King Shaka International Airport 30 km nördlich von Durban abgelöst. Während der Fußball-Weltmeisterschaft 2010 wurde er noch durch die südafrikanischen Luftstreitkräfte und die Polizei genutzt. Danach wurde der Flugplatz als Militärflugplatz Air Force Base Durban (AFB Durban) durch eine Hubschrauberstaffel genutzt. Im Frühjahr 2015 wurde bekannt gegeben, dass das Gelände für einen neuen Containerhafen genutzt werden soll. Im Jahr 2017 wurde bekannt, dass der Bau des Containerhafens bis „mindestens 2030“ auf Eis gelegt wird.

## Flughafeninfrastruktur
Der Flughafen verfügte über eine Start- und Landebahn sowie über ein Terminal. Problematisch war die relative Kürze der Piste, die verhinderte, dass der weit verbreitete Typ Boeing 747 voll beladen hier starten und landen konnte.

## Air Force Base Durban
Die Air Force Base Durban (kurz AFB Durban oder Etekwaneni) befindet sich am nördlichen Ende der Landebahn. Sie ist der Heimatstandort der Hubschrauberstaffel 15 Squadron der South African Air Force. Die Hauptaufgabe der 15 Squadron ist die Suche und Rettung an Land und auf See. Auf der AFB Durban sind zwei Atlas Oryx stationiert. Die von der 15 Squadron betriebenen vier BK 117 wurden von der AFB Durban zur AFS Port Elizabeth verlegt.
Es gibt weiterhin A109 LUH-Hubschrauber an diesem Standort. Zudem sind hier die Einheiten 105 Squadron und 508 Squadron stationiert.

### Stationierte Einheiten
- 15 Squadron – Hubschrauberstaffel
- 508 Squadron
- 105 Squadron – Verbindungsstaffel der Citizen Force und Patrouillengeschwader zur Verhütung von Straftaten. Reservestaffel, die verschiedene zivile Leichtflugzeuge von meist zivilen Piloten bedient.